# Suffolk Punch
O Cavalo Suffolk, também conhecido historicamente como Suffolk Punch ou Suffolk Sorrel, é uma raça inglesa de cavalo de tração. A raça leva a primeira parte de seu nome do condado de Suffolk, na Ânglia Oriental, e o nome "Punch", por sua aparência e força sólidas. É um cavalo de tração pesado, sempre de cor castanha, tradicionalmente definido como "chesnut" pelos stud books. Os Suffolk Punchs são conhecidos como bons praticantes e tendem a ter andamentos energéticos.
A raça foi desenvolvida no início do século XVI e permanece semelhante em fenótipo ao seu estoque fundador. O Suffolk Punch foi desenvolvido para o trabalho agrícola e ganhou popularidade durante o início do século XX. No entanto, à medida que a agricultura se tornou cada vez mais mecanizada, a raça caiu em desuso, principalmente a partir da metade do século, e quase desapareceu completamente. Embora o status da raça seja listado como crítico pelo Rare Breeds Survival Trust do Reino Unido e pela The Livestock Conservancy, ocorreu um ressurgimento do interesse e os números da população estão aumentando. A raça puxou artilharia e vans e ônibus comerciais não motorizados, além de ser usada para trabalhos agrícolas. Também foi exportado para outros países para atualizar o estoque equino local. Hoje, eles são usados em operações florestais comerciais, em outros trabalhos de carga e em publicidade.